# Pattabhi Jois
Sri Krishna Pattabhi Jois (en kanarès: ಶ್ರೀ ಕೃಷ್ಣ ಪಟ್ಟಾಭಿ ಜೋಯೀಸರು) (Kowshika, Districte de Hassan, 26 de juliol de 1915 - Mysore, 18 de maig de 2009) mestre de ioga indi deixeble de Tirumalai Krishnamacharya. Ensenyà el seu propi estil de ioga, Ashtanga ioga, a la seva escola Ashtanga Yoga Research Institute a Mysore. A través dels seus alumnes, va introduir aquesta forma de ioga a Occident durant la dècada del 1960, on es va fer popular especialment als Estats Units sota el nom de Power Yoga.
El pare d'en Jois era un astròleg, sacerdot i terratinent. A partir dels 5 anys el seu pare el van educar en sànscrit i en va aprendre els rituals, tal com es feia tradicionalment amb tots els nois de la casta brahmana. Ningú de la seva família havia après ni s'havia interessat pel ioga.
El 1927, amb 12 anys, Jois va assistir a una conferència i demostració realitzada per en Tirumalai Krishnamacharya a Hassan. A l'endemà ja esdevingué el seu estudiant. Durant dos anys, Jois es quedà a Kowshika i practicà amb Krishnamacharya tots els dies. Tot i que mai va dir a la seva família que practicava ioga. S'aixecava d'hora per anar a la seva pràctica i després anava cap a l'escola.
Va fugir de casa seva cap a Mysore el 1930 per a estudiar sànscrit, amb 2 rupies a la butxaca. Cap a la mateixa època Krishnamacharya va marxar de Hassan per ensenyar a altres llocs. Dos anys més tard, es tornen a reunir a Mysore. En aquella època el Maharajà de Mysore, Krishna Rajendra Wodeyar, estava greument malalt. Es creu que Krishnamacharya va aconseguir guarir-lo a través del ioga. Més tard el Maharaja es convertí en el protector de Krisnamacharya i preparà una sala per a realitzar ioga dins del seu palau. Jois solia acompanyar a Krishnamacharya durant les pràctiques. Tots dos van romandre a Mysore fins al 1941, data de la mort del Maharaja, que marxaren cap a Madras.
Jois es va quedar a Mysore on es casà amb la jove Savitramma (anomenada Amma per la família i pels deixebles de Jois) el dia de lluna plena de juny de 1933. El 1948, amb l'ajuda d'estudiants de Jois, van comprar una casa al barri Lakshmipuram de Mysore on visqueren amb els seus fills Saraswathi, Manju i Ramesh.
Impartí classes de ioga al Sànscrit College del Maharaja de 1937 a 1973, convertint-se en vidwan (professor) el 1956. I professor honorari al Col·legi de Medicina de l'Índia del 1976 al 1978. El 1948 fundà l'Ashtanga Yoga Research Institute a la seva casa de Lakshmipuram. El 1973 va deixar el Sanskrit College per dedicar-se plenament a l'ensenyament del ioga en el seu centre. Va estudiar textos com el Yoga Sutra de Patanjali, el Hatha Yoga Pradipika, el Suta Samhita, el Yoga Yajnavalkya i les Upanishads.
El 1964, el belga André Van Lysebeth (1919-2004) va estudiar dos mesos amb Jois, aprenent el nivell primari i intermedi de les asanes d'Ashtanga Ioga. Poc després, el 1967, va escriure el llibre Yoga autodidacte que parla de Jois i les seves ensenyances. Aquest va ser el motiu dels inicis de l'arribada d'occidentals a Mysore per estudiar ioga amb Jois.
Entre els seus alumnes famosos hi ha Madonna, Sting i Gwyneth Paltrow. Tots els seus alumnes, inclosos els famosos i el seu net, van rebre la mateixa formació.
El seu primer viatge a Occident el 1974 va ser a Amèrica del Sud per pronunciar un discurs en sànscrit en una conferència de ioga. El 1975 va passar quatre mesos a Encinitas, Califòrnia. Tornà als Estats Units diverses vegades durant els propers 20 anys per ensenyar ioga tant a Encinatas i com en altres llocs.
Va escriure el seu únic llibre Yoga Mala, el 1958 a Kannada, que es publicà el 1962, i es traduí a l'anglès el 1999. El 2006 en Robert Wilkins dirigí una pel·lícula sobre la seva vida.
Jois va continuar ensenyant a l'Institut d'Investigació d'Ashtanga Ioga a Mysore, situat al districte Gokulam, amb la seva única filla Saraswati Rangaswamy (nascuda el 1941) i el seu net Sharath (nascut el 1971), fins a la seva mort per causes naturals a l'edat de 93 anys a Mysore.